# Leucania palaestinae
Leucania palaestinae là một loài bướm đêm trong họ Noctuidae.